# Wikitorial
De Wikitorial  was een experiment van de Los Angeles Times in juni 2005. De bedoeling was de lezers invloed te geven op de inhoud van het hoofdartikel. Hiervoor werd een wiki opgezet. Wikitorial was een porte-manteauwoord, samengesteld uit wiki en editorial - het Engelse woord voor hoofdartikel.
Het idee was van Michael Newman, een redacteur van de krant, en het project stond onder toezicht van de redactie van de Los Angeles Times. Jimmy Wales, een van de oprichters van Wikipedia, was adviseur. Op 17 juni verscheen een hoofdartikel over de Irakoorlog dat vrijelijk kon worden bewerkt. Al snel ontaardde dit in vandalisme. Wales greep op 19 juni in, maar nadat de wikitorial was bedolven onder goatses werd het experiment nog diezelfde dag gestaakt.